# تفجير بغداد 1 فبراير 2010
تفجير بغداد 1 فبراير 2010 كان عملية انتحارية وقعت في بغداد، العراق، أسفرت عن مقتل ما لا يقل عن 54 شخصًا وإصابة 100 آخرين. الهجوم استهدف مجموعة من الحجاج الشيعة الذين كانوا في طريقهم إلى مهرجان ديني.

## الهجوم
قامت انتحارية بتفجير نفسها في محطة استراحة على الطريق الذي كان يسلكه الحجاج نحو مهرجان ديني شيعي في كربلاء. حدث التفجير في منطقة التفتيش الأمني في محطة الاستراحة، حيث فجرت الحزام الناسف الذي كانت ترتديه. وفقًا لتقارير وزارة الداخلية العراقية، تم إخفاء المتفجرات تحت العباءة الطويلة التي كانت ترتديها الانتحارية. الحجاج كانوا في طريقهم لإحياء ذكرى الأربعين، وهي فترة الحداد التي تستمر 40 يومًا على وفاة الحسين بن علي، حفيد النبي محمد صلى الله عليه وسلم. شهد الهجوم إصابات بين النساء والأطفال، وكان هناك مشهد مؤلم حيث كان الجرحى يصرخون طلباً للمساعدة بينما نقلهم الآخرون إلى المستشفيات باستخدام سياراتهم الخاصة بدلاً من انتظار سيارات الإسعاف. ومن الجدير بالذكر أن هذا الهجوم كان مشابهًا لهجوم وقع على نفس الحجاج في العام السابق، وأسفر عن مقتل 40 شخصًا.

## أنظر أيضا
- List of terrorist incidents, 2010
- Terrorist incidents in Iraq in 2010